# Anthogonium
Anthogonium is een monotypisch geslacht (met slechts één soort) orchideeën uit de onderfamilie Epidendroideae.
Anthogonium gracile is een kleine, terrestrische orchidee die voorkomt in droge laaglandbossen in India, Nepal, China en Zuidoost-Azië.

## Naamgeving enetymologie
De botanische naam Anthogonium is een samenstelling van Oudgrieks ἄνθος, anthos (bloem) en γωνία, gōnia (hoek), naar de grote hoek tussen de as van de bloem en het vruchtbeginsel.

## Taxonomie
Anthogonium wordt volgens de meest recente classificatie, op basis van DNA-onderzoek door van den Berg et al. in 2005 tot de tribus Arethuseae, subtribus Arethusinae gerekend.
Het geslacht is monotypisch (omvat slechts één soort):
- Anthogonium gracile Wall. ex Lindl. (1832)